# أدولفو مندوزا
أدولفو مندوزا (بالإسبانية: Adolfo Mendoza)‏ هو سياسي بوليفي، ولد في 18 مارس 1964 في كوتشابامبا في بوليفيا. انتخب سيناتور بوليفيا.